# Era Tenpyō-kanpō

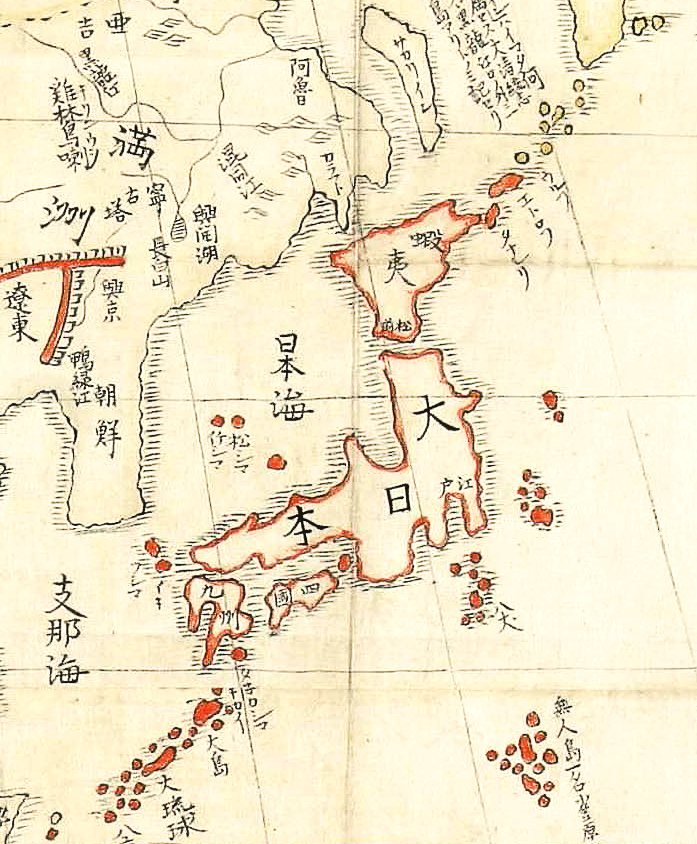
Mapa del Japó durant l'Era Tenpyo-Kanpõ

Tenpyō-kanpō (天平感宝) és una era del Japó posterior a l'Era Tenpyo i anterior a l'Era Tenpyo-shoho. Aquest període va d'abril a juliol del 749. L'emperador regnant n'era Shōmu (聖武天皇).

## Canvi d'era
- 749 Tenpyō-kanpō gannen (天平感宝元年): el nom Tenpyō-kanpō de la nova era no es troba en cap període de temps perquè la durada n'és molt breu: quatre mesos durant el darrer any del regnat de Shōmu. L'última era acaba i la nova comença amb Tenpyō 21, el 14é dia del 4t mes del 749.[3] Poc després, l'emperador va decidir abdicar. Shōmu fou el primer emperador que renuncià al tron per prendre la tonsura i convertir-se en monjo. La seua esposa, l'emperadriu Kōmyō, va seguir l'exemple del marit i també es feu monja.[4] El regnat de Shōmu i aquesta era acabaren simultàniament.

## Esdeveniments de l'era Tenpyō-kanpō
- 749 (Tenpyō-kanpō 1, 2n dia del 7é mes). L'emperador abdica al 25é any del seu regnat i la successió (senso) la pren la seua filla. Sembla que l'emperadriu Kōken accedeix al tron (sokui) poc després.[5]
- 749 (Tenpyō-kanpō 1, 2n dia del 7é mes): Per a commemorar l'entronització de l'emperadriu Kōken, l'Era Tenpyō-kanpō escurçada es va substituir per la nova Era Tenpyō-shōhō.